# XXY (film)
XXY – argentyńsko-hiszpańsko-francuski dramat filmowy z 2007 roku w reżyserii Lucii Puenzo. Zdjęcia kręcono w Piriápolis w Urugwaju.

## Fabuła
Historia 15-letniej (15-letniego) Alex, opisuje jej pierwsze doświadczenia seksualne i problemy jakie dotykają ją i jej rodzinę. Alex biologicznie jest hermafrodytą. Rodzice wychowywali ją i przedstawiali światu jako dziewczynkę, tylko nieliczni znają prawdę. Matka Alex zaprasza do domu swojego znajomego chirurga, który uważa, że niezbędna jest operacja. Między zamkniętym w sobie synem chirurga, Alvaro, a Alex nawiązuje się uczucie.

## Wybrane nagrody
- 2007: Wielka Nagroda Tygodnia Krytyki na 60. MFF w Cannes
- 2007: nagroda dla najlepszego nowego reżysera na MFF w Edynburgu
- 2007: Złota Atena za najlepszy film na MFF w Atenach
- 6 nagród Argentyńskiej Akademii Filmowej (najlepszy film, reżyseria, aktor drugoplanowy, debiut reżyserski, scenariusz adaptowany i odkrycie aktorskie)
- nagroda publiczności na 3. festiwalu FILMY ŚWIATA ALE KINO!